# Ihiala
Ihiala è una città della Nigeria situata nello stato di Anambra. È capoluogo dell'omonima area di governo locale (local government area).
| Controllo di autorità | VIAF (EN) 137387340 · LCCN (EN) n98109297 · J9U (EN, HE) 987007270828105171 |